# Patryk Szysz
Patryk Szysz, né le 1er avril 1998 à Lublin en Pologne, est un footballeur polonais qui évolue au poste d'ailier droit.

## Biographie

### Carrière en club
Né à Lublin en Pologne, Patryk Szysz est formé par le Górnik Łęczna. Il commence toutefois sa carrière au Motor Lublin, où il est prêté lors de la saison 2016-2017.
Il fait son retour au Górnik Łęczna lors de la saison 2017-2018, où le club évolue alors en deuxième division polonaise.
Le 10 janvier 2019 il rejoint le Zagłębie Lubin. Il fait sa première apparition pour sa nouvelle équipe le 10 mars 2019 contre le Pogoń Szczecin. Il entre en jeu à la place de Patryk Tuszyński (en) et son équipe s'impose (0-3).
Le 28 février 2021, lors de la victoire de son équipe face au KS Cracovie en championnat (2-4), Szysz se fait remarquer en inscrivant un retourné acrobatique à la suite d'un corner.
Lors de l'été 2022, Patryk Szysz rejoint la Turquie afin de s'engager en faveur de l'İstanbul Başakşehir. Le transfert est annoncé dès le 23 mai 2022, et il s'engage pour un contrat courant jusqu'en juin 2025.
Szysz se montre décisif dès son premier match pour İstanbul Başakşehir en marquant un but, le 21 juillet 2022, lors d'une rencontre qualificative pour la phase de groupe de la Ligue Europa Conférence 2022-2023 face au Maccabi Netanya. Il entre en jeu à la place de Serdar Gürler et inscrit le but égalisateur de son équipe (1-1 score final).
Le 4 mai 2023, lors de la victoire de son équipe en coupe de Turquie face au MKE Ankaragücü (1-0 score final), Szysz sort sur blessure une vingtaine de minutes après son entrée en jeu. Touché au ligament croisé antérieur du genou, il est absent pour plusieurs mois.

### En sélection
Il joue son premier match avec l'équipe de Pologne espoirs le 6 septembre 2019 face à la Lettonie. Il entre en jeu et son équipe s'impose par un but à zéro sur une réalisation de Patryk Klimala.